# Avicularia violacea
Avicularia violacea är en spindelart som först beskrevs av Cândido Firmino de Mello-Leitão 1930.  
Avicularia violacea ingår i släktet Avicularia och familjen fågelspindlar. Inga underarter finns listade.